# Kant przykosy
Kant przykosy – część przykosy ustawiona poprzecznie do nurtu rzeki, znajdująca się w całości pod wodą lub wystająca nieco ponad powierzchnię.
Kant przykosy znajduje się od strony wody dolnej, czyli w części przykosy od strony ujścia rzeki. Złożony jest z naniesionych przez rzekę osadów (piasek, żwir). Bezpośrednio za kantem przykosy woda opada gwałtownie i tworzy się miejsce o większej głębokości, a na powierzchni wody widoczna jest zwara.